# Alfie Boe
Alfred Giovanni Roncalli Boe, dit Alfie Boe (né le 29 septembre 1973 à Blackpool au Royaume-Uni) est un ténor et un acteur britannique, connu pour son travail dans des comédies musicales.

## Rôles principaux

### Théâtre et opéra
- 2011 : La Bohème à l'English National Opera
- 2011 : The Mikado à l'English National Opera

### Comédies musicales au théâtre
- 2007 : Kismet (comédie musicale), Royal Albert Hall
- 2011 : The Great British Musical – The Famous and the Future, Criterion Theatre
- 2011 : Les Misérables, Queen's Theatre

### Télévision
- Mr Selfridge : Richard Chapman, chanteur de music-hall

## Discographie

### Albums en studio
- 2006 : Classic FM presents Alfie Boe
- 2007 : Onward
- 2007 : La Passione
- 2009 : Franz Lehar: Love was a Dream
- 2010 : Bring Him Home
- 2011 : Alfie
- 2012 : Storyteller
- 2013 : Trust
- 2014 : Serenata
- 2016 : Together
- 2017 : Together Again
- 2018 : As time goes by
- 2019 : Back Together

### Compilations
- 2011 : You'll Never Walk Alone - The Collection
- 2017 (avec Michael Ball) : Solo & Apart: A Collection of Songs from Their Past

### Album vidéo
- 2012 : Alfie Boe Live - The Bring Him Home Tour

### Contributions ponctuelles à des albums
- 2011 : Downton Abbey: Original Music from the TV Series
- 2013 : Home for the Holidays feat. Alfie Boe
- 2014 : Home Sweet Home
- 2015 : Classic Quadrophenia

### Singles
- 2016 : "Somewhere" (avec Michael Ball), album Together
- 2017 : "New York, New York" (avec Michael Ball), album Together Again
- 2017 : "West Side Story Medley" (avec Michael Ball), album Together Again
- 2017 : "He Lives in You" (avec Michael Ball), album Together Again